# 侯氏腺萼木
侯氏腺萼木（学名：Mycetia longiflora f. howii）为茜草科腺萼木属长花腺萼木下的一个变型。

## 扩展阅读
- 維基物種上的相關：侯氏腺萼木